# Sziarija
Sziarija – miasto w Sudanie, w prowincji Darfur Wschodni. Według danych szacunkowych na rok 2008 liczyło 48 966 mieszkańców.